# Harry & Meghan: A Royal Romance
Harry & Meghan: A Royal Romance is een Amerikaanse televisiefilm en omvat een fictief verslag van de ontmoeting en verkering van Prins Harry en Meghan Markle. De film werd oorspronkelijk uitgezonden op het Lifetime Network op 13 mei 2018 als aanloop naar de koninklijke bruiloft. De filmsterren Murray Fraser en Parisa Fitz-Henley spelen de rollen als de titulaire Harry en Meghan, en verder met Burgess Abernethy en Laura Mitchell als Prins William en Kate Middleton.

## Synopsis
De film gaat over de relatie tussen de Engelse prins Harry en zijn verloofde Meghan Markle. Meghan, een gescheiden Amerikaanse actrice, kwam met Harry in contact via vrienden. Eerst hielden zij hun relatie verborgen, maar later kregen zij wereldwijde aandacht van de media. Het koppel wordt wereldnieuws en ze konden geen stap meer zetten zonder dat de schijnwerpers op hen waren gericht. Ook wordt Meghans leven als een gescheiden Amerikaanse actrice uitgebreid onder de loep genomen.

## Rolverdeling
- Murray Fraser als Prins Harry van Sussex
  - Mac Jarman als Harry (12 jr.)
  - Maxwell Jando als Harry (kind)
- Parisa Fitz-Henley als Meghan Markle
  - Sasha Rojen als Meghan (kind)

- Laura Mitchell als Kate Middleton
- Burgess Abernethy als Prins William van Cambridge
- Steve Coulter als Prins Charles
- Melanie Nicholls-King als Doria Ragland, Meghans moeder
- Trevor Lerner als Tom Markle, Meghans vader
- Clare Filipow als Stella
- Marlie Collins als Annabella
- Barbara Wallace als Lady Victoria
- Deborah Ramsay als Camilla Parker Bowles
- Bonnie Soper als Prinses Diana
- Robert Lawrenson als Reynolds
- Constance Ejuma als Christina
- Teshi Thomas als Reboho
- Maggie Sullivun als Koningin Elizabeth II
- Karin Inghammar als Violet Von Westenholtz
- Billy Mitchell als Robert Gravesend
- Marc-Anthony Massiah als Neal
- Nakai Takawira als Helen
- Stephanie Son als Randi